# Rochester (Massachusetts)
Rochester é uma vila localizada no condado de Plymouth no estado estadounidense de Massachusetts. No Censo de 2010 tinha uma população de 5.232 habitantes e uma densidade populacional de 56,05 pessoas por km².

## História
Rochester foi estabelecida em 1679 nas terras chamadas "Sippican" pelo local Wampanoags, ao longo da costa de Buzzards Bay. (Sippican era o nome da tribo local.). Originalmente, incluía as terras de Mattapoisett, Marion e partes de Wareham (que foi perdido quando Wareham foi fundada em 1739). A cidade foi oficialmente constituída no dia 4 de junho de 1686 como Rochester, e o nome foi mudado para Rochester, Inglaterra, a partir do qual os primeiros colonizadores vieram para a cidade. A cidade originalmente prosperou com o início da construção naval e do comércio de baleias no Porto de Mattapoisett. No entanto, em 1852 e 1857 as cidades de Marion e Mattapoisett, respectivamente, foram separadas de Rochester. A partir daquela época, a cidade tornou-se, principalmente, rural, residencial, com algumas fazendas localizadas na cidade. Rochester é um "Direito de a Fazenda" da comunidade.

## Geografia

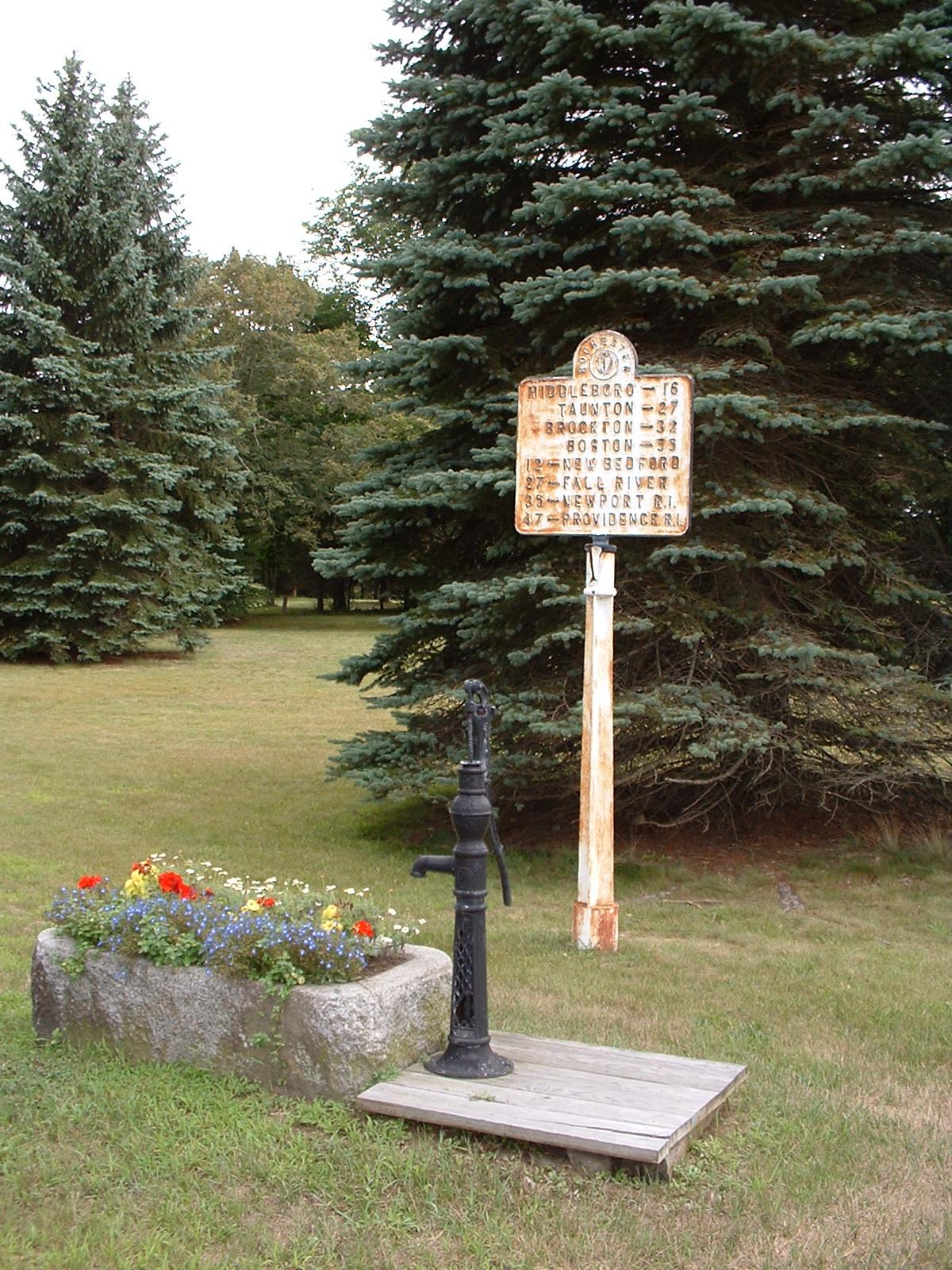
Um velho sinal de estrada e bomba de água na Cidade Comum, na Rota 105

De acordo com o United States Census Bureau, a cidade tem uma área total 36,4 milha quadradas (94 km2), de que 33,9 milha quadradas (88 km2) é a terra e 2,5 milha quadradas (6,5 km2), ou 6.76%, é água. Rochester está localizado ao longo da fronteira ocidental do Condado de Plymouth, e está rodeado pela Lakeville e Middleborough para o norte, Wareham e Marion para o leste, Mattapoisett para o sul, e Acushnet e Freetown para o oeste. As localidades da cidade incluem Bisbee Canto, East Rochester, américa do Norte, Rochester e Varella Canto. A cidade está a cerca 10 milhas (16 km) a nordeste de New Bedford, 40 milhas (64 km) a leste da cidade de Providence, em Rhode Island, e 60 milhas (97 km) ao sul de Boston.
Os rios Mattapoisett e Sippican passam através da cidade, e deságuam em Buzzards Bay. A maioria da cidade de brooks também tem seu fluxo para esses dois rios. A origem do Mattapoisett, Grande Quittacas Lagoa e Pouco Quittacas Lagoa, abaixo da fronteira entre a cidade e o Lakeville. Outras lagoas incluem Snipatuit Lagoa, Long Pond, Neve Lagoa, Hartley Lagoa do Moinho, Maria da Lagoa, Leonards Lagoa, Lagoa do Moinho e Lago Hathaway , bem como vários pequenos corpos de água. A cidade tem dois núcleos de gestão da vida selvagem e áreas de uma incubadora de peixes, bem como uma pequena área de lazer junto Maria da Lagoa e dois parques perto do centro da cidade. A cidade é também o local do Sippican Rod & Gun Club, perto do Haskell Wildlife Management Área.

## Transporte
Um pequeno trecho da Interstate 495 passa através do canto nordeste da cidade, pouco antes de sua saída em Rota 58, que termina junto à localidade de linha na Rota 28. Junto com essas duas estradas, Rota 105 percorre a cidade, passando pelo centro da cidade. A cidade também pode ser acessada através Sai 19B (North Street, Mattapoisett) e 20 (Rota 105, de Marion) ao longo da Interstate 195.
O mais próximo de aeroportos regionais e de serviço aéreo pode ser encontrado em New Bedford. O  serviço aéreo mais próximo é o de T. F. Green Airport , em Rhode Island, e o aeroporto internacional mais próximo é o Aeroporto Internacional Logan, em Boston. Uma linha de trem operada pelo Massachusetts Costeira Ferrovia passa através do canto nordeste da cidade. O mais próximo de inter-cidades (Amtrak) transporte ferroviário de passageiros da estação é na Providência; no entanto, o término do Middleborough-Lakeville linha da MBTA os trens de passageiros está próxima, prestação de serviços diretos a Boston.

## Demografia

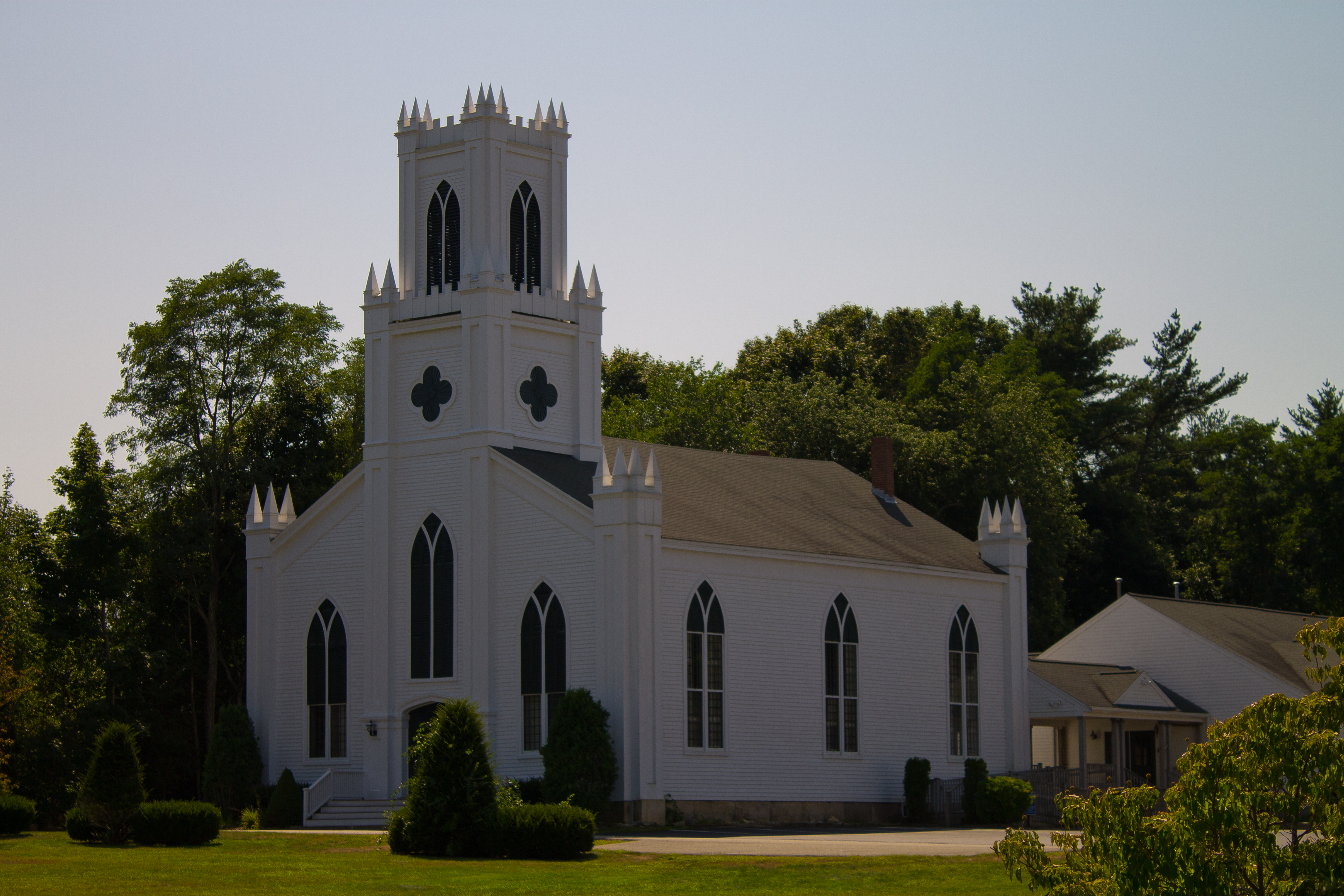
Primeira Igreja Congregacional, localizado perto de Town Hall

Havia 1,575 famílias do que com 38,9% tinham filhos menores de 18 anos que vivem com eles, 72.6% eram casais que vivem juntos, de 6,5% tinham um chefe de família do sexo feminino sem marido presente, e de 17,8% eram não-famílias. 13.7% das famílias eram compostas de indivíduos e de 5,7% tinha alguém morando sozinho quem era 65 anos de idade ou mais. O tamanho médio do agregado familiar foi de 2,91 e a média do tamanho da família foi 3.20.
Na cidade, a população era de se espalhar com 26,8% de menores de 18 anos, de 6,5% a partir de 18 para 24, de 29,6% de 25 a 44, de 28,8% de 45 a 64, e de 8,3% que tinham 65 anos de idade ou mais. A mediana de idade foi de 38 anos. Para cada 100 mulheres, havia 100.6 machos. Para cada 100 mulheres de 18 anos ou mais, havia de 96,7 machos.
A renda mediana para uma casa na cidade foi de us $63,289, e a renda mediana para uma família era $67,031. Pessoas do sexo masculino possuem uma renda mediana de $47,989 contra us $31,196 para as mulheres. A renda per capita da cidade era $24,630. Cerca de 2,4% das famílias e 3,1% da população estavam abaixo da linha de pobreza, incluindo a 4,4% de pessoas com menos de 18 anos de idade e 4,4% das pessoas de 65 anos de idade ou mais.

## Governo

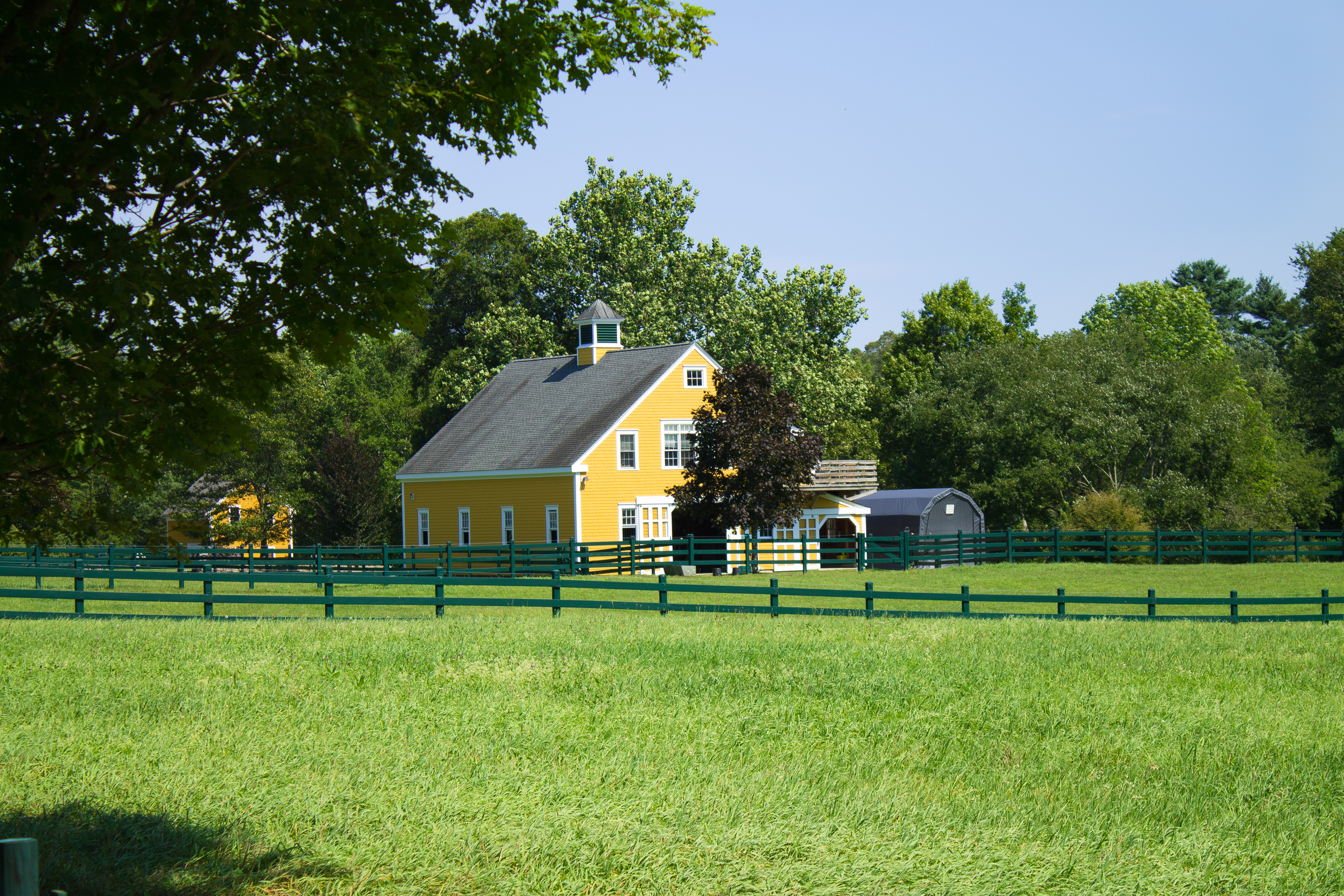
Para O Leste Sobre Fazendas

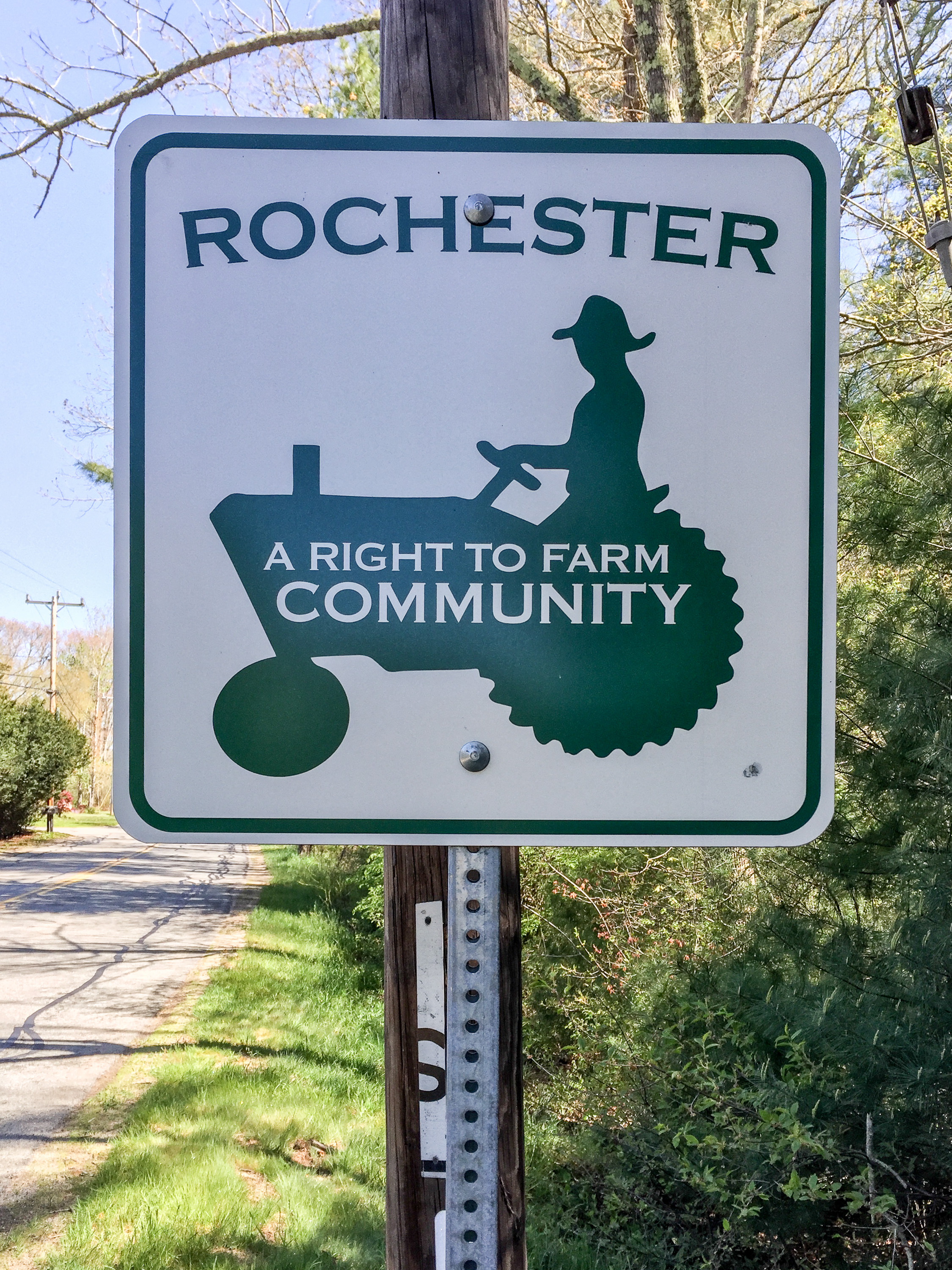
Rochester é um "Direito de Fazenda" comunidade

Rochester é representado pelo estado, o Senador Michael Rodrigues (D-Westport) como parte da Primeira Bristol e Plymouth Distrito de Massachusetts Senado e pelo Representante do estado William M. Straus (D-Mattapoisett) como uma parte do Décimo Bristol Distrito da câmara dos Representantes de Massachusetts. A cidade é vigiada pelo Sétimo (Bourne) Quartel da Tropa D do Estado de Massachusetts Polícia.
Em nível nacional, Rochester é uma parte de Massachusetts 9º congresso de distrito, e é atualmente representada por William R. Keating. O estado-membro sênior do Senado dos Estados Unidos é Elizabeth Warren. O senador júnior é Ed Markey.
A cidade usa a abrir a reunião da cidade de forma de governo, liderado por um conselho selecionado. A câmara municipal está localizado na Cidade Comum ao longo da Rota 105. A cidade do departamento de polícia, correios e Joseph H. Prumo Memorial Library (uma parte das VELAS de biblioteca de rede) estão localizados nas proximidades. O departamento de bombeiros voluntários está localizado próximo ao centro geográfico da cidade. A cidade de rodovias do Departamento está localizado perto Varella Canto, e é responsável pela remoção de neve e estrada de manutenção.
Em 2012, a cidade aprovou um "Direito-ao-Farm" a norma que "estimula a busca de agricultura, promove a agricultura é a base de oportunidades econômicas, e protege terras dentro da Cidade de Rochester, permitindo usos agrícolas e atividades conexas".

## Ensino
Rochester é um membro do 2,700-aluno de Idade Rochester Regional do Distrito Escolar. A cidade, juntamente com Marion e Mattapoisett, operar como um único sistema de ensino com cada cidade a ter a sua própria escola subcomissão. A cidade opera Rochester Memorial da Escola para o jardim de infância até ao sexto grau os alunos. Sétima e oitava série os alunos assistem Velho Rochester Regional de ensino fundamental, e o ensino médio, os alunos assistem Velho Rochester Regional High School. Ambas as escolas regionais estão localizados na Rota 6 em Mattapoisett, pouco mais de Marion cidade linha. A escola, carinhosamente conhecido como "O. R. R.," compete na Costa Sul de Conferência para o atletismo. Seu mascote é o bulldog, e suas cores são o vermelho e o branco. A cidade do Dia de ação de Graças de futebol rival é Apponequet Regional High School, em Lakeville.
Além de escolas públicas, estudantes do ensino médio também podem escolher participar de Colônia Velha Regional Vocational Technical High School, localizada no Norte de Rochester. Seu mascote é o Cougar, e eles competem no Peregrino da Conferência para o atletismo. O currículo inclui lojas, tais como soldagem, cosméticos, automóveis, madeira, e muitos mais. O mais próximo de escola privada é Tabor Academia em Marion.

## Pessoas notáveis
- Joseph Bates, fundador da Igreja Adventista do Sétimo Dia, nasceu em Rochester.[7]
- David Asa Jr., Secretário de Estado de Vermont[8]